# 麦喜俊
麦喜俊（Mak Hee Chun，1990年12月28日—），香港男子羽毛球运动员，出生於馬來西亞，2016年起代表香港參加國際賽事。

## 簡歷
2010年11月，麦喜俊代表馬來西亞出戰廣州亞運會，參加羽毛球比賽的男子雙打和男子團體項目。
2011年，麦喜俊因与拍档陳煒時有分歧而影响表现，拆伙改與老將王順福搭配，首次合作參加越南羽毛球公开赛即杀进四强。
2012年初，麦喜俊因人事原因离开馬來西亞国家队，他在其後以自由人身份继续出征国际赛。2014年，他在全国羽球大奖赛总决赛跟另一前国手陈斌生合作贏得全国冠军。
2015年1月，麦喜俊原有机会前往香港发展，不过在双打主教练顏伟德挽留下，在3月重新回到国家队。他與張國祥的搭檔一度被認為可以成為世界級組合，但他因故最終在5個月後再次退出國家羽毛球隊。麦喜俊表示：“我當獨立球員反而做得更好。我想作為一名國家隊球員，我沒能承受壓力。”

## 主要比賽成績
只列出曾進入準決賽的國際賽事成績：
| 年份              | 賽事                     | 公開賽級別        | 項目              | 拍檔              | 成績              |
| 代表 马来西亚時期 | 代表 马来西亚時期        | 代表 马来西亚時期 | 代表 马来西亚時期 | 代表 马来西亚時期 | 代表 马来西亚時期 |
| ----------------- | ------------------------ | ----------------- | ----------------- | ----------------- | ----------------- |
| 2006年            | 世界青年羽毛球錦標賽     | 其他              | 混合團體          | －                | 季軍              |
| 2006年            | 世界青年羽毛球錦標賽     | 其他              | 男子雙打          | 林钦华            | 铜牌              |
| 2007年            | 世界青年羽毛球錦標賽     | 其他              | 男子雙打          | 林钦华            | 铜牌              |
| 2008年            | 亚洲青年羽毛球錦標賽     | 其他              | 混合團體          | －                | 季軍              |
| 2008年            | 亚洲青年羽毛球錦標賽     | 其他              | 男子雙打          | 张国祥            | 冠軍              |
| 2008年            | 世界青年羽毛球錦標賽     | 其他              | 混合團體          | －                | 季軍              |
| 2008年            | 世界青年羽毛球錦標賽     | 其他              | 男子雙打          | 张国祥            | 冠軍              |
| 2008年            | 世界青年羽毛球錦標賽     | 其他              | 混合雙打          | 許嘉雯            | 铜牌              |
| 2008年            | 馬來西亞羽毛球國際挑戰賽 | 國際挑戰賽        | 混合雙打          | 許嘉雯            | 準決賽            |
| 2009年            | 馬來西亞羽毛球黃金大獎賽 | 黃金大獎賽        | 男子雙打          | 陳煒              | 準決賽            |
| 2009年            | 馬來西亞羽毛球國際挑戰賽 | 國際挑戰賽        | 男子雙打          | 陳煒              | 準決賽            |
| 2009年            | 馬來西亞羽毛球國際挑戰賽 | 國際挑戰賽        | 混合雙打          | 黄惠龄            | 亞軍              |
| 2011年            | 越南羽毛球大獎賽         | 大獎賽            | 男子雙打          | 王順福            | 準決賽            |
| 2013年            | 馬來西亞羽毛球國際挑戰賽 | 國際挑戰賽        | 男子雙打          | 盧敬堯            | 準決賽            |
| 2014年            | 波蘭羽毛球公開賽         | 國際挑戰賽        | 男子雙打          | 周栢础            | 準決賽            |
| 2014年            | 法國羽毛球國際賽         | 國際挑戰賽        | 男子雙打          | 周栢础            | 準決賽            |
| 2014年            | 馬來西亞羽毛球國際挑戰賽 | 國際挑戰賽        | 男子雙打          | 周栢础            | 亞軍              |
| 2015年            | 東南亞運動會羽毛球比賽   | 其他              | 男子團體          | －                | 銅牌              |
| 代表 香港時期     |                          |                   |                   |                   |                   |
| 2017年            | 新加坡羽毛球國際系列賽   | 國際系列賽        | 男子雙打          | 譚進希            | 準決賽            |
| 2017年            | 印度羽毛球國際挑戰賽     | 國際挑戰賽        | 混合雙打          | 楊雅婷            | 冠軍              |
| 2018年            | 新加坡羽毛球國際系列賽   | 國際系列賽        | 混合雙打          | 楊雅婷            | 準決賽            |
| 2018年            | 韓國羽毛球大師賽         | 超級300賽         | 混合雙打          | 周凱華            | 準決賽            |
| 2019年            | 亞洲羽毛球混合團體錦標賽 | 其他              | 混合團體          | －                | 季軍              |
| 2019年            | 蒙古國羽毛球國際賽       | 國際挑戰賽        | 混合雙打          | 周凱華            | 冠軍              |
| 2019年            | 越南羽毛球公開賽         | 超級100賽         | 混合雙打          | 周凱華            | 準決賽            |

| 2007-2017年 | 首要超級賽 | 超級賽 | 黃金大獎賽 | 大獎賽 | 國際挑戰賽 | 國際系列賽 | 未來系列賽 | 其他 |

| 2018-2026年 | 總決賽 | 超級1000賽 | 超級750賽 | 超級500賽 | 超級300賽 | 超級100賽 | 國際挑戰賽 | 國際系列賽 | 未來系列賽 | 其他 |